# چیرمکی
چیرمکی (به لهستانی:  Cieremki) یک روستا در لهستان است که در گمینا ناروکا واقع شده‌است.